# Johannes Kappel

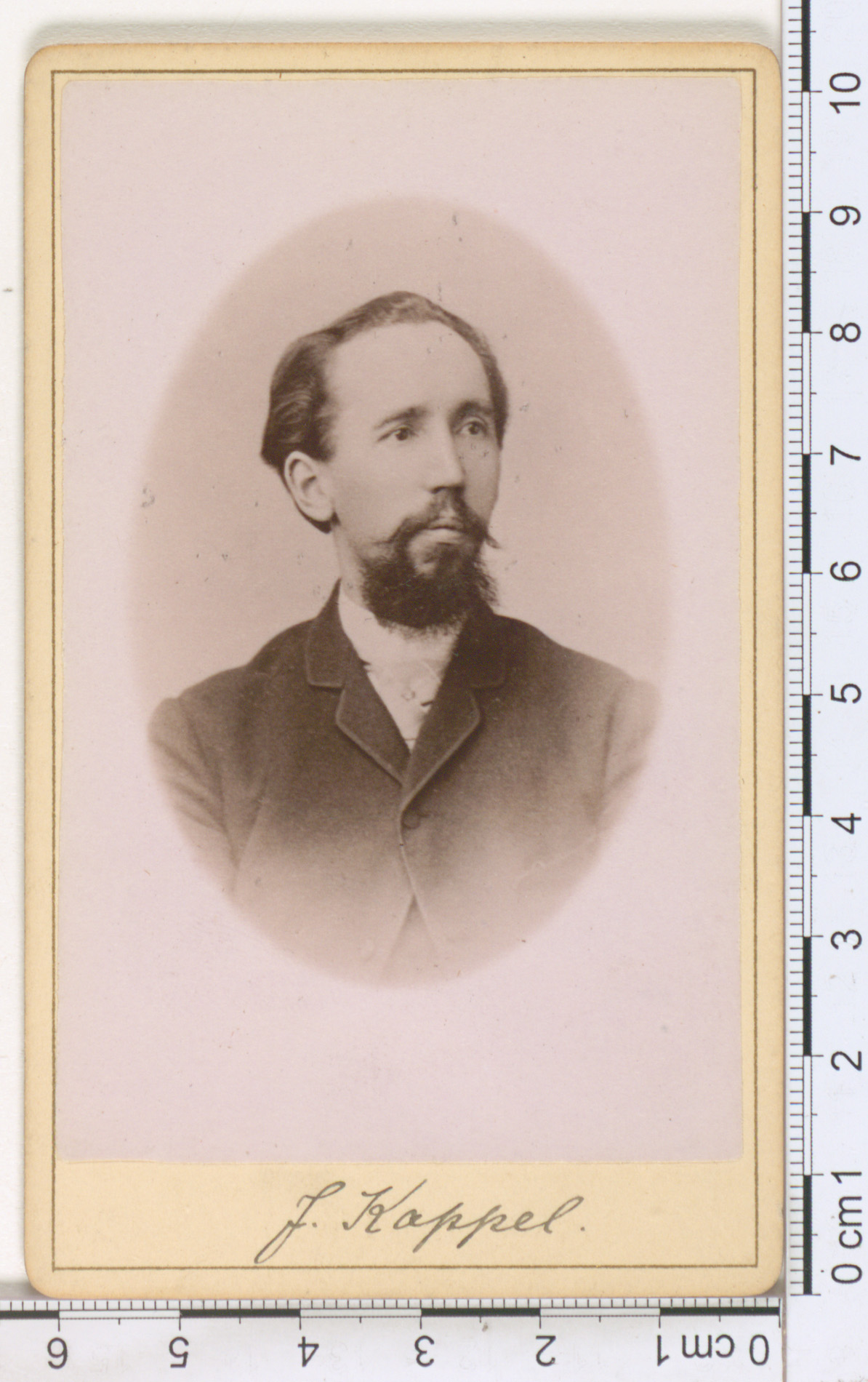
Johannes Kappel

Johannes Kappel (* 2. Juli 1855 in Rapla-Uusküla, heute Landgemeinde Rapla, Estland; † 1. Juni 1907 in Schömberg, Württemberg) war ein estnischer Komponist und Organist.

## Leben
Johannes Kappel wurde im heutigen Kreis Rapla geboren. Die erste Musikausbildung erhielt er von seinem Vater, später vom Organisten des Städtchens Paide, in das die Familie gezogen war. 1872 ging Kappel nach Sankt Petersburg, um dort Arbeit und weitere Ausbildungsmöglichkeiten zu finden. Zunächst war er als Lehrer tätig. Kappel studierte ab 1876 am dortigen Konservatorium die Fächer Orgel bei Louis Homilius und Komposition bei Julius Johannsen. 1881 legte er sein Examen ab. Koppel war danach bis zu seinem Lebensende als Kirchenorganist der niederländischen Gesandtschaft in Sankt Petersburg beschäftigt. Daneben war er Leiter einiger estnischer Chöre und eng mit der Chortradition seiner Heimat verbunden.
Johannes Kappel starb während eines Kuraufenthalts in Württemberg.

## Musikalisches Werk
Kappel komponierte zahlreiche spätromantische und von der traditionellen Volksmusik geprägte Chorwerke und Lieder für Sologesang. Die Stücke sind sehr melodisch, tragen aber oft sentimentalen Charakter. Kappel gab außerdem Sammelwerke für Chorgesang und Musiklehrbücher heraus. Bekannt wurde Kappel auch als Leiter des dritten (1880), fünften (1894) und sechsten (1896) allgemeinen estnischen Sängerfests. Kappel gilt als erster professioneller estnischer Musiker.

## Werke (Auswahl)

### Kantaten
- Eesti keisri laul (für Männerchor und Bass, Text von Jaan Bergmann, 1881)
- Kroonimise laul (für Männer- und gemischten Chor, Text von Jaan Bergmann, 1882)
- Päikesele (für Männerchor, Text von Mihkel Veske, 1892)

### Sammelwerke für Chöre
- Järvamaa öpik (1881)
- 12 laulu segakoorile (1885) Opus 12
- 10 laulu meestekoorile (1886)

### Musiklehrbücher
- Kooli-laulmise raamat (1900/1905)
- Muusika algusõpetus (1903)

### Chorwerke
- Oleksin laululind (Text Friedrich Wilhelm Ederberg)
- Ma teretan sind, hommik (für Männerchor, Text von Friedrich Reinhold Kreutzwald)
- Üksinda (Võõrsil) (für gemischten Chor bzw. Solo, Text von Ado Grenzstein)[4]
- Ööbik (für Männerchor, Text von Lydia Koidula)
- Õhtu õhud sõudvad sala (für gemischten Chor, Text Mihkel Veske)
- Pikalt kiigub paadike (für gemischten Chro, Text Lydia Koidula)
- Armukese ootel (Text: Carl Robert Jakobson)

### Sololieder
- Tuhat tervist
- Jaaniõhtu